# Ласло Шоймош
Ласло Шоймош (словац. László Sólymos; 16 листопада 1968, Братислава) — словацький політик, голова позапарламентської політичної партії MOST - HÍD 2023. З 23 березня 2016 року по 28 січня 2020 року — міністр навколишнього середовища Словацької Республіки.

## Біографія
Закінчив угорськомовну початкову школу та гімназію в Братиславі.
З 1986 по 1991 роки навчався на факультеті машинобудування Словацького технічного університету в Братиславі. 
Працював у районному відділу партії SMK.
У 2009 році брав участь у створенні партії MOST - HÍD. Деякий час був на керівній посаді. 
З 2010 року є членом Національної ради Словацької Республіки. 
З вересня 2012 року є заступником голови партії MOST - HÍD.
На виборах 2016 року був переобраний народним депутатом. 
23 березня 2016 року призначений на посаду Міністра екології та природних ресурсів.
23 січня 2020 року подав у відставку з посади міністра після того, як напередодні в стані алкогольного сп'яніння вступив у конфлікт з персоналом одного з ресторанів Братислави, через що поліція порушила кримінальну справу за фактом хуліганства та пошкодження чужого майна. Пізніше кримінальне переслідування було припинено.

## Сім'я
Одружений, має трьох дітей.